# Boreus

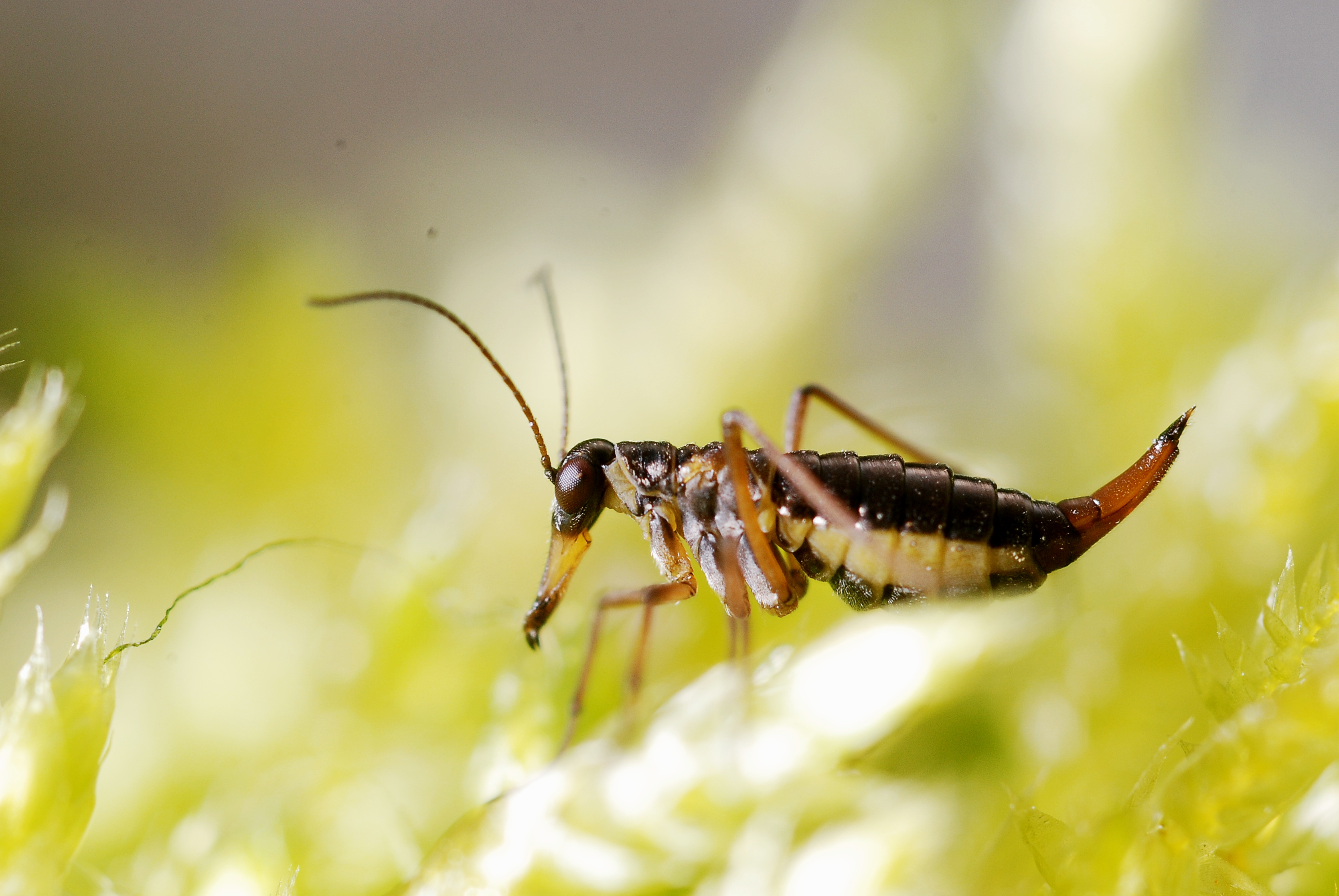
Samica pośnieżka zimowego

Pośnieżek (Boreus) – rodzaj wojsiłek (Mecoptera) z rodziny pośnieżkowatych (Boreidae), dla której jest typem nomenklatorycznym.
Samce mają skrzydła przekształcone w zakrzywiony, kolcopodobny, piłkowany na jednej krawędzi, sterczący nad grzbietem wyrostek oraz krótki, tęgi odwłok o trójkątnym hypandrium, a wierzchołku podgiętym do góry i zwieńczonym dwoma rurkami z których wystają wyrostki skierowane w przód nad grzbietem. U samic skrzydła są zredukowane do łuskowatych wyrostków, a na końcu odwłoka znajduje się trójczłonowe pokładełko.
Jaja są składane głęboko do mchów. Larwy żyją w korytarzykach w glebie. Ich ciała są pędrakowate, miękkie, jasnożółte, zaopatrzone w trójczłonowe odnóża.
Rodzaj o zasięgu holarktycznym. Pięć gatunków występuje w Europie, w tym dwa w Polsce: pośnieżek zimowy i Boreus westwoodi. W sumie do rodzaju należy 26 opisanych gatunków:
- Boreus beybienkoi Tarbinsky, 1962
- Boreus bomari Byers & Shaw, 2000
- Boreus borealis Banks, 1923
- Boreus brumalis Fitch, 1847
- Boreus californicus Packard, 1870
- Boreus chagzhigireji Pliginsky, 1914
- Boreus coloradensis Byers, 1955
- Boreus elegans Carpenter, 1935
- Boreus hyemalis (Linnaeus, 1767) – pośnieżek zimowy
- Boreus insulanus Blades, 2002
- Boreus intermedius Lloyd, 1934
- Boreus jacutensis Plutenko, 1984
- Boreus jezoensis Hori & Morimoto, 1996
- Boreus kratochvili Mayer, 1938
- Boreus lokayi Klapálek, 1901
- Boreus navasi Pliginsky, 1914
- Boreus nivoriundus Fitch, 1847
- Boreus nix Carpenter, 1935
- Boreus orientalis Martynova, 1954
- Boreus pilosus Carpenter, 1935
- Boreus reductus Carpenter, 1933
- Boreus semenovi Pliginsky, 1930
- Boreus sjostedti Navás, 1926
- Boreus tardokijanensis Plutenko, 1985
- Boreus vlasovi Martynova, 1954
- Boreus westwoodi Hagen, 1866